# 加匏朗

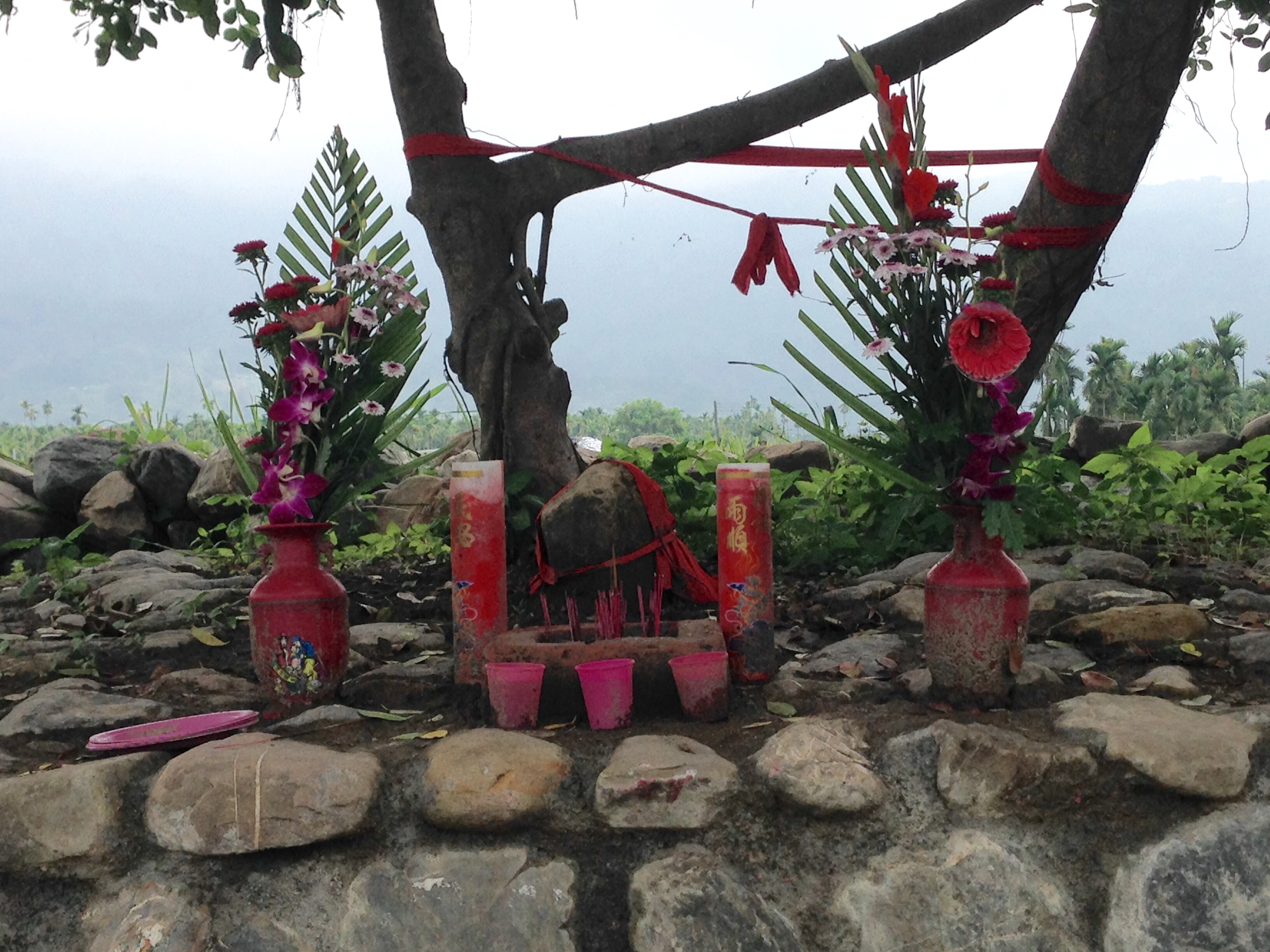
象徵仙姑祖的石頭

加匏朗，位於中華民國臺灣屏東縣萬巒鄉新厝村，是新厝村的一個以臺灣原住民馬卡道族為主體的聚落，多為力力社人:611。今仍存有平埔族群祭典。

## 人口
西元1897年，日本政府所做的熟番社數及人口調查中，加匏朗被列入港東一帶平埔番社，有六十九戶四百一十四人，規模甚大。